# 上社駅

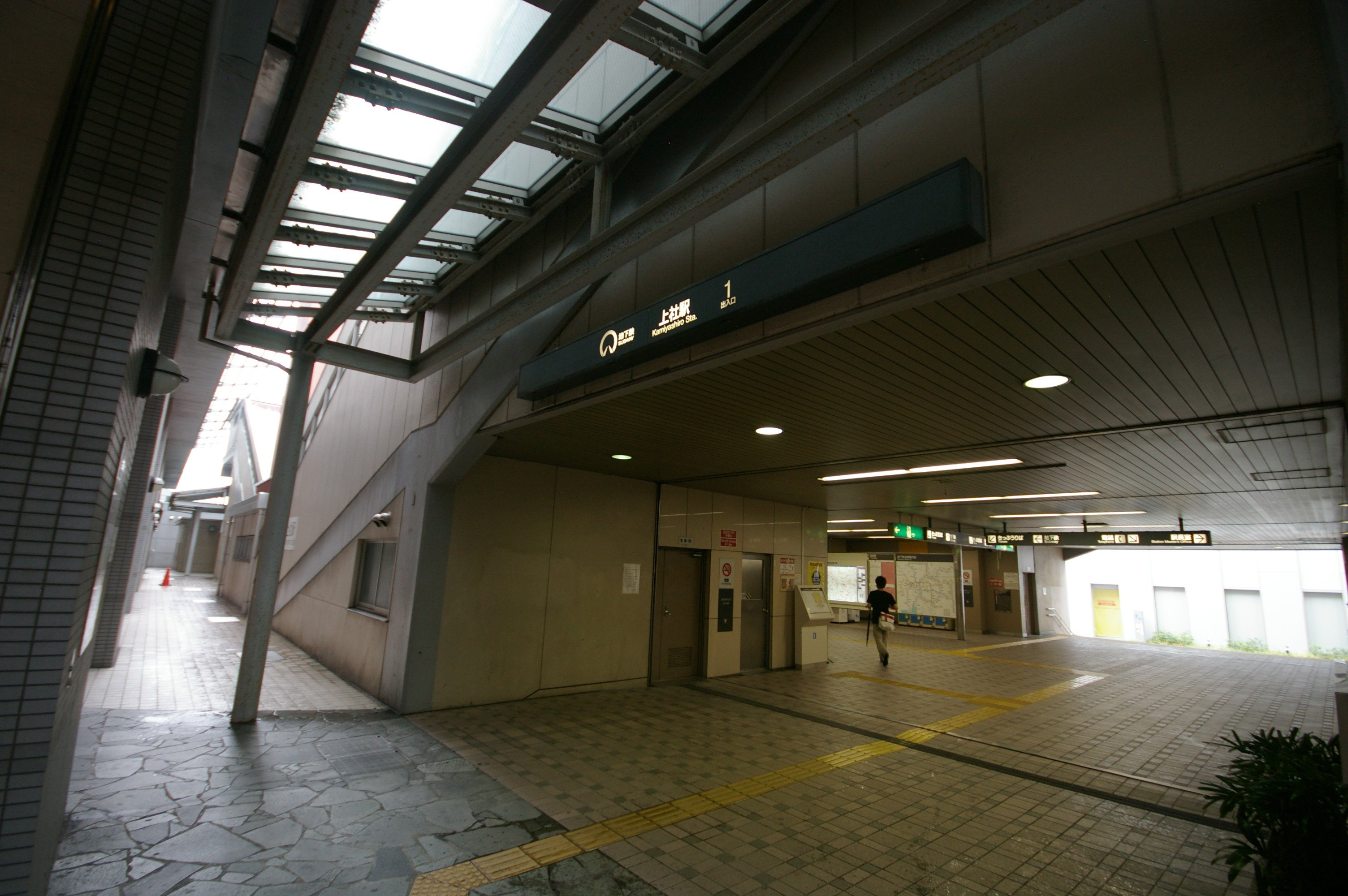
1番出入口

上社駅（かみやしろえき）は、愛知県名古屋市名東区上社一丁目にある、名古屋市営地下鉄東山線の駅。駅番号はH20。

## 歴史
- 1970年（昭和45年）12月10日：開業[2][3]。
- 1998年（平成10年）4月23日：住居（シティファミリー上社）を兼ねた上社ターミナルビルが竣工[4]。
- 2011年（平成23年）2月11日：manaca運用開始。
- 2016年（平成28年）2月15日：可動式ホーム柵使用開始[5]。

## 駅構造

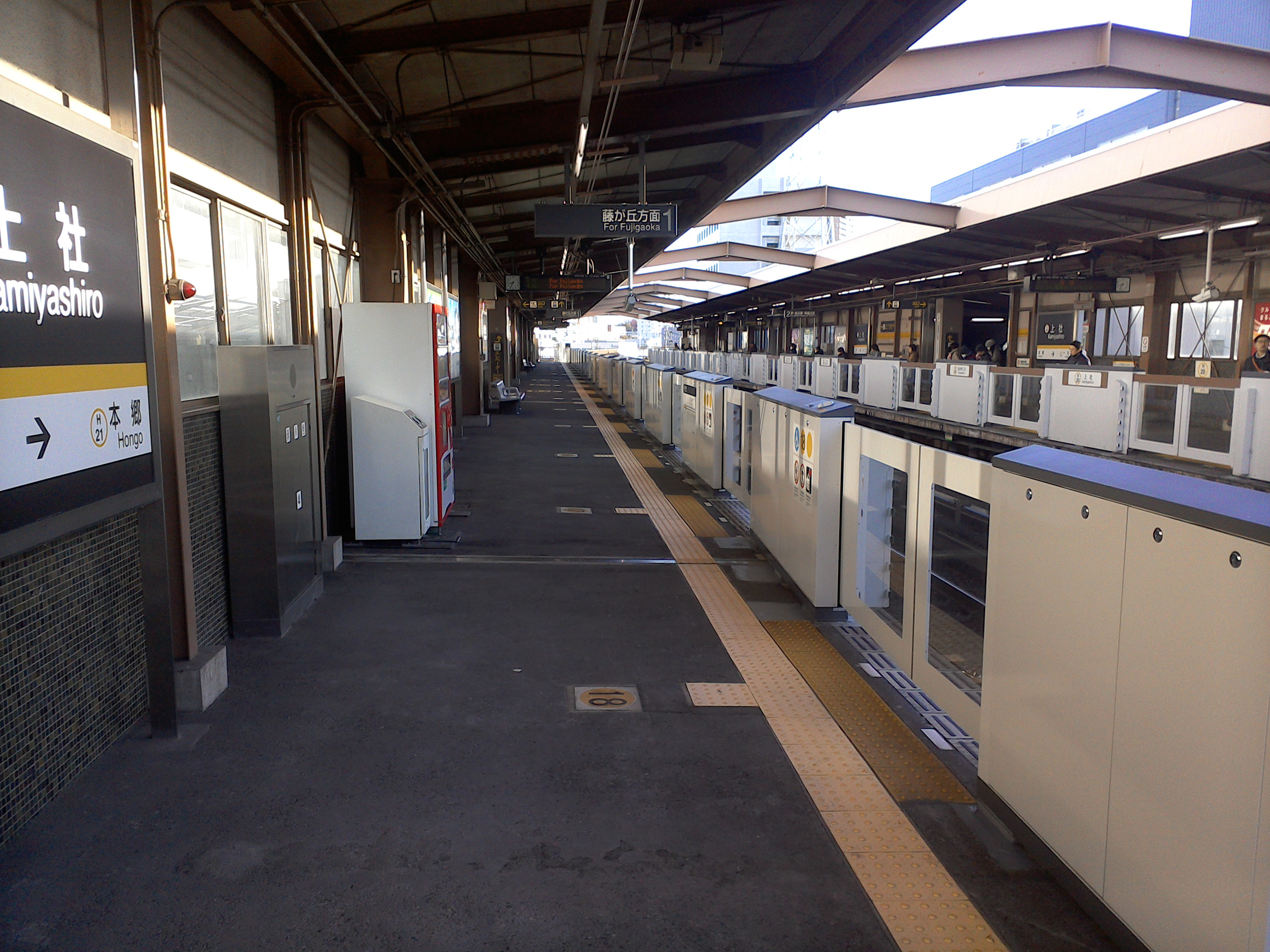
ホーム

相対式2面2線ホームを持つ高架駅で可動式ホーム柵が設置されている。バリアフリーの対応として、改札内に2基（各ホーム毎）のエレベーターが配置されている。
駅舎に隣接して、名古屋市名東文化小劇場（名古屋市文化小劇場）、マンション、市バスターミナルが一体となった上社ターミナルビルが1998年（平成10年）に建てられている。駅付近の高架は名古屋市東部を流れる植田川を跨ぐ形で建築されており、洪水対策のため駅直下に調節池が設けられている。
当駅は、東山線駅務区名古屋管区駅が管轄している。

### のりば
| ホーム | 路線   | 行先                 |
| ------ | ------ | -------------------- |
| 1      | 東山線 | 藤が丘方面           |
| 2      | 東山線 | 栄・名古屋・高畑方面 |

## 利用状況
名古屋市統計年鑑によると、当駅の一日平均乗車人員は以下の通りの推移で、住宅地開発もあり利用者は付近の駅と共に増加傾向にある。
- 2004年度 9,931人
- 2005年度 10,473人
- 2006年度 10,549人
- 2007年度 10,808人
- 2008年度 11,032人
- 2009年度 10,999人
- 2010年度 11,416人
- 2011年度 10,927人
- 2012年度 11,116人
- 2013年度 11,368人
- 2014年度 11,397人
- 2015年度 11,774人
- 2016年度 11,706人
- 2017年度 11,597人
- 2018年度 11,614人
- 2019年度 11,361人

## 駅周辺

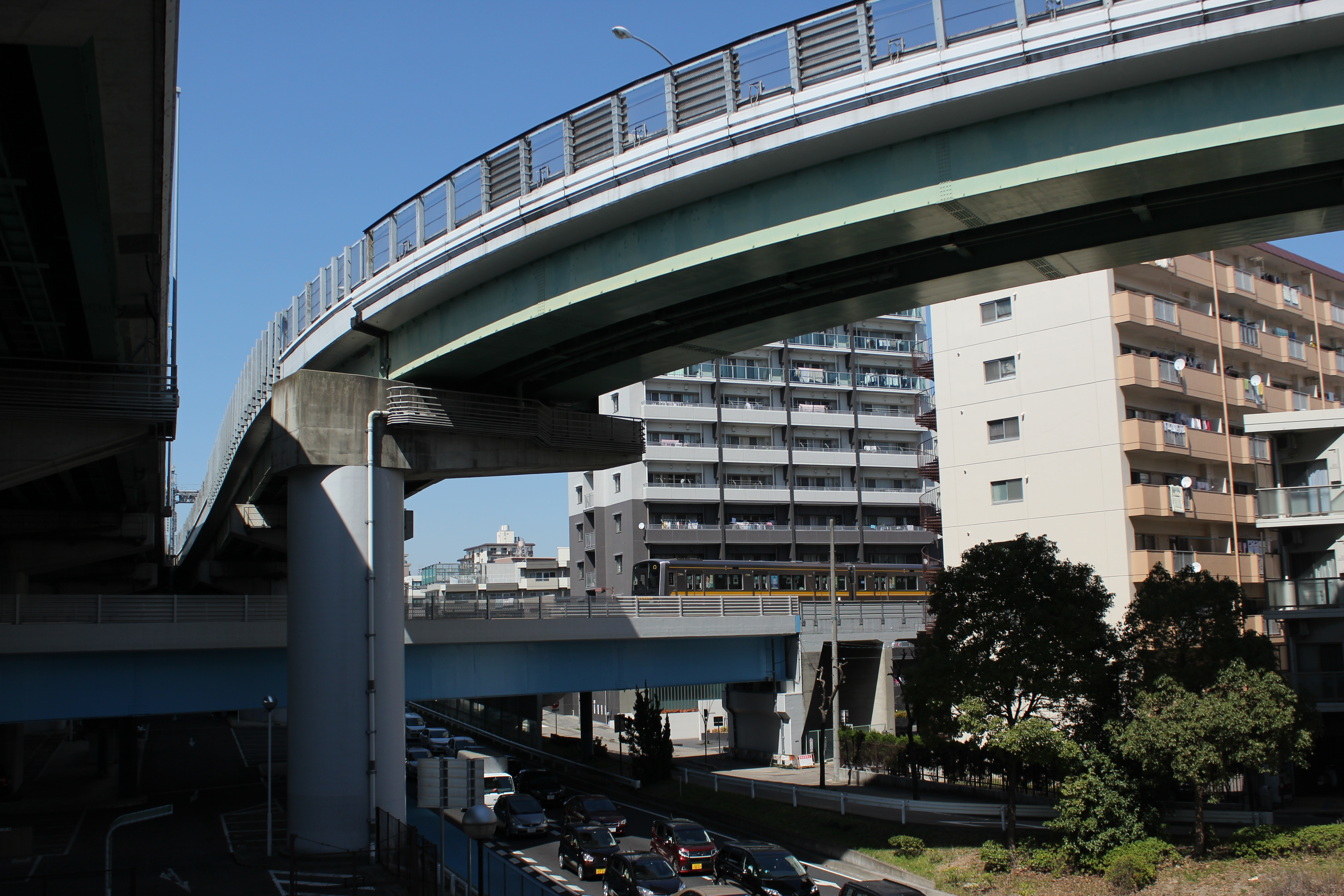
上社駅周辺（2015年）

- 名古屋市名東文化小劇場（名古屋市文化小劇場）
- 名古屋市名東区役所（名古屋市営地下鉄東山線の車内放送では、「本郷駅」下車で案内している。尚、名古屋方面から来た場合は当駅の方が近い。）
  - 名古屋市名東保健センター
- 名東区休日急病診療所
- 名東警察署
- 名東郵便局
- ヴィレッジヴァンガード（書籍・雑貨店）本社（元々静岡銀行の支店だった建物に移転して来た。）
- あいち銀行 上社支店・高針中央支店
- 瀬戸信用金庫 上社支店
- コープ 上社店
- フィールクオリテ 上社店
- メイトウホスピタル[注釈 1]
- 白楊会病院
- 上社城跡
- 日吉神社
- 名古屋市立猪高小学校
- 名古屋市立猪高中学校
- 名古屋市立猪高幼稚園
- 名古屋第二環状自動車道（上社JCT・上社IC・上社南IC）
- 環状2号（名古屋環状2号線、国道302号）
- 東山通（愛知県道60号名古屋長久手線）

## 上社バスターミナル

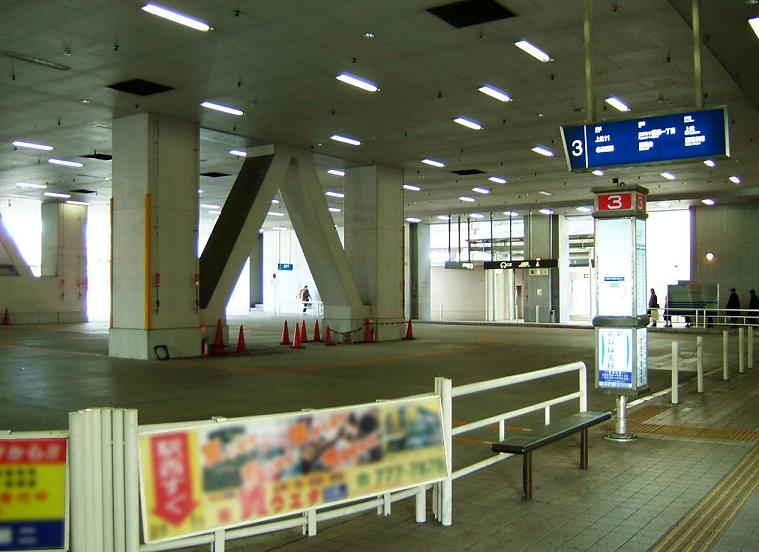
上社バスターミナル

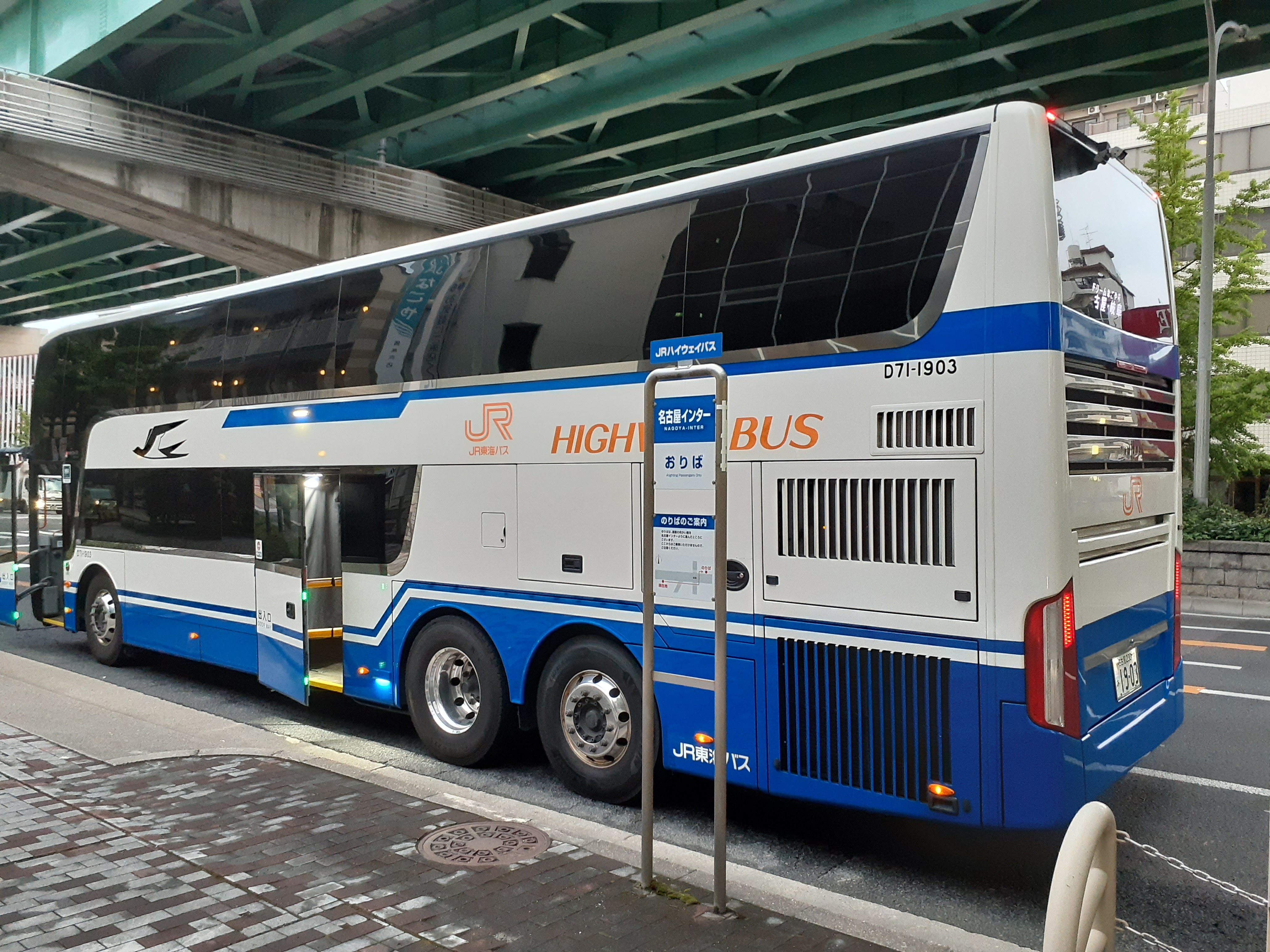
当駅の約300m東の「名古屋インター」バス停と客扱い中の高速バス（ドリームなごや号）。

### バス路線
バスは基本的に駅に隣接したターミナルに発着するが、深夜バスはターミナルに入らない。藤が丘行・栄行とも愛知県道60号名古屋長久手線（東山通）の上社交差点東側に停留所がある。ターミナル内の乗り場は4ヶ所で、名古屋市営バスは3・4番のりばから発車する。
名古屋市営バス「上社」バス停
- 上社11：上社 - 上社
- 上社12：上社 - 緑ヶ丘住宅
- 名東巡回：星ヶ丘 - 上社 - 猪高車庫
- 深夜1：栄 - 上社 - 藤が丘

※ 他に名古屋外国語大学、名古屋学芸大学、聖霊中学校・高等学校のスクールバスも発着している（乗り場は、1番のりば）。平日朝に限り、名古屋外大・学芸大のスクールバスの一部に名古屋市営バス（鳴尾営業所）の車両が充てられる。なお、栄徳高等学校、中部大学第一高等学校のスクールバスは、駅すぐ南側のトヨタモビリティ東名古屋上社店（フォルクスワーゲン名東上社店）前（東山通沿い）での乗降となり、上社バスターミナルには入らない。
※ 当駅の約300m東の東山通沿いに、東名ハイウェイバスの「名古屋インター」バス停がある（ただし名古屋駅方面行の降車専用）。

## その他
1969年（昭和44年）4月1日に東山線が藤が丘駅まで延長した際、駅の場所について地元との調整に時間がかかり、遅れて開業した経緯を持つ。
車内自動放送の駅名のアナウンスは通常2回行われるが（例：次は（まもなく）、栄、栄）、（一社）上社 ～ 藤が丘の地上区間においては「1回」のみ行われる（例：次は（間もなく）「上社」）。
多くの鉄道事業者が昼間点灯を行う中、藤が丘行きは当駅で消灯し、高畑行きは当駅から点灯する。

## 隣の駅
名古屋市営地下鉄
 東山線
一社駅 (H19) - 上社駅 (H20) - 本郷駅 (H21)